# Янгікурганське водосховище
Янгікурганське водосховище — гідротехнічна споруда в Узбекистані.
З північного схилу Яккабазького хребта стікає річка Яккабагдар'ї, на якій одразу після виходу на рівнину в межі Шахрисабзької оази зведено Яккабазький гідровузол. Він спрямовує більшу частину ресурсу в лівобережний канал, який живить Карабагдар'ю (ліве русло Яккабагдар'ї, що утворювалося шляхом природної біфуркації в місці сучасного Яккабазького гідровузла) та цілий ряд іригаційних систем, серед яких є канали Хабар-ІІ та Анхор-ІІ. Останні, зокрема, використовують для наповнення наливного Янгікурганського водосховище, яке лежить у межиріччі Карабагдар'ї та Кизилдар'ї (правого русла Яккабагдар'ї).
Янгікурганське сховище спорудили в 1962 (та модернізували в 1974) році за допомогою дамби, що тягнеться із західної, північно-західної та північно-східної сторін водойми. Дамба виконана як земляна споруда висотою до 16 метрів та довжиною 1900 метрів, що потребувала 285 тис. м3 матеріалу. Вона утримує водойму з площею поверхні 1,5 км2 та об'ємом 3,3 млн м3, з яких 3 млн м3 належать до корисного.
Можливо відзначити, що від Яккабазького гідровузла також живляться Нугайлійське та Карабазьке водосховища, що лежать південніше від Янгікурганського.